# Великий Мидськ
Вели́кий Мидськ — село в Україні, у Рівненському районі Рівненської області. Населення становить 911 осіб. Село у складі Костопільської міської громади. Раніше було центром — Великомидської сільської радаи.

## Історія
Під назвою Медсько село відоме з 1577 року.
У 1906 році село Стидинської волості Рівненського повіту Волинської губернії. Відстань від повітового міста 60 верст, від волості 5. Дворів 110, мешканців 765.
20 жовтня 1921 р. в лісах біля Великого Мидська розташувалася Волинська група (командувач — Юрій Тютюнник) Армії Української Народної Республіки, яка невдовзі мала вирушити у Листопадовий рейд. 27 жовтня тут було проведено нараду командного складу Волинської групи.

## Уродженці
- Дельцов Леонід Олександрович (1979-2022) — солдат Збройних Сил України, учасник російсько-української війни, що загинув у ході російського вторгнення в Україну в 2022 році.